# Plaza Francia (Buenos Aires)

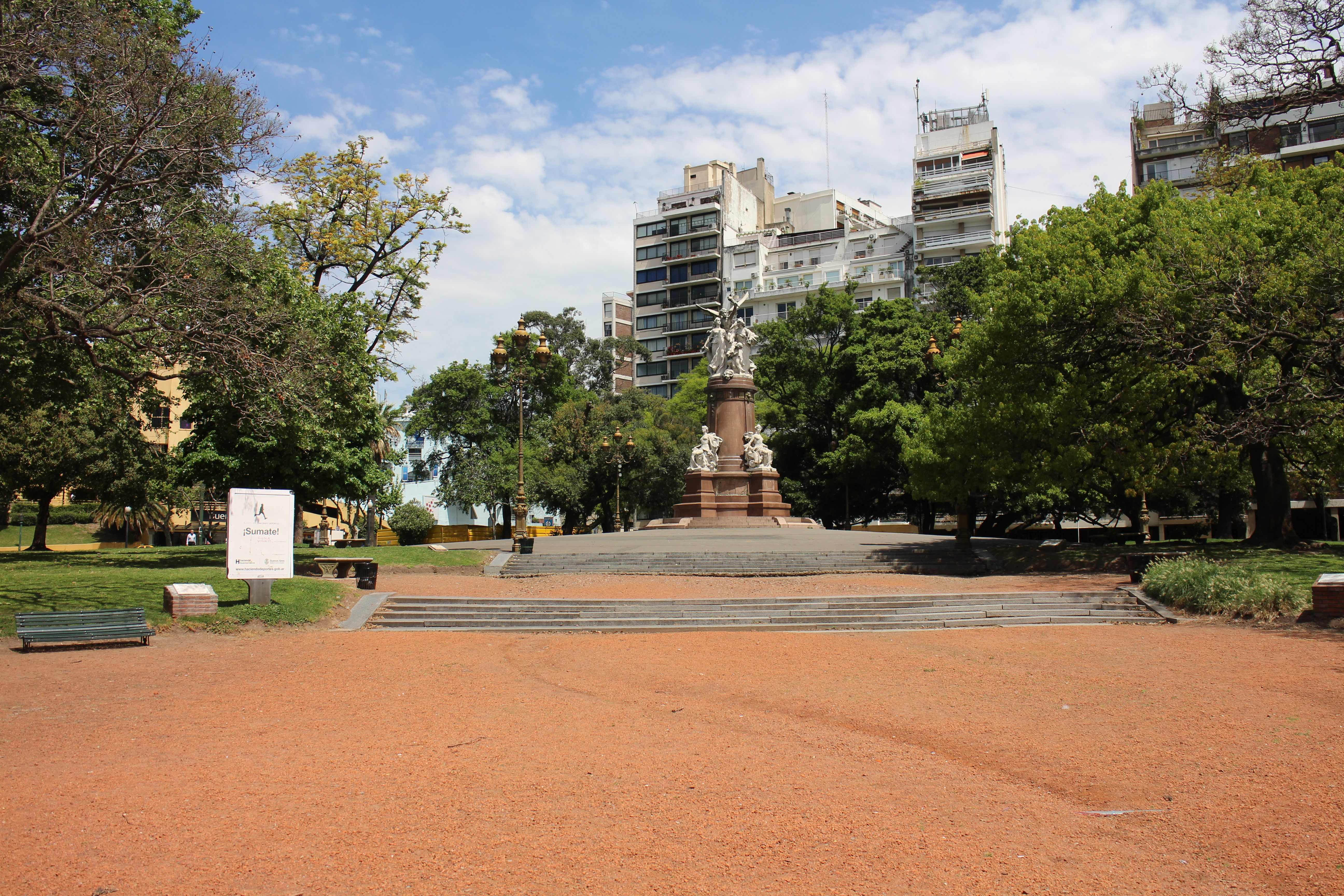
De Plaza Francia

Plaza Francia (Spaans: "Plein van Frankrijk") is een plein in de wijk Recoleta in Buenos Aires, Argentinië.  Het nabijgelegen Plaza Intendente Alvear wordt abusievelijk ook met dezelfde naam aangeduid. De Plaza Francia werd aangelegd bij een gemeentelijke verordening van 19 oktober 1909, als onderdeel van een stadsvernieuwingsproces waartoe werd besloten ter gelegenheid van het honderdjarig bestaan van Argentinië.  Het is ontworpen door de Franse landschapsarchitect Charles Thays en maakt deel uit van een grotere groep pleinen, waaronder Plaza Intendente Alvear, Plaza San Martín de Tours, Plaza Juan XXIII, Plaza Ramón J. Cárcano, Plaza Dante en Plaza Rubén Darío.
Het plein wordt gedomineerd door het monument van Frankrijk in Argentinië van Emile Peynot, geschonken door de Franse gemeenschap ter gelegenheid van het eeuwfeest en ingehuldigd in 1910.  De vier bronzen bas-reliëfs evoceren centrale historische gebeurtenissen in de geschiedenis van beide naties: de Primera Junta de Gobierno, de oversteek van de Andes voor Argentinië, de bestorming van de Bastille en de verklaring van de rechten van de mens en de burger voor Frankrijk. De twee vrouwenfiguren boven het monument symboliseren Argentinië en Frankrijk, geleid door een engel die de verpersoonlijking is van de Glorie. Het monument heeft ook gedenkplaten ter nagedachtenis van persoonlijkheden van Franse origine: de grenadier Domingo Porteau, die sneuvelde in de slag bij San Lorenzo tijdens de Argentijnse Onafhankelijkheidsoorlog, en de schrijver Émile Zola.
Een monument voor Louis Braille werd ingehuldigd op Plaza Francia in 1977.
Tijdens zijn reis naar Argentinië in 1964 hield de Franse president Charles de Gaulle een toespraak op het plein. 

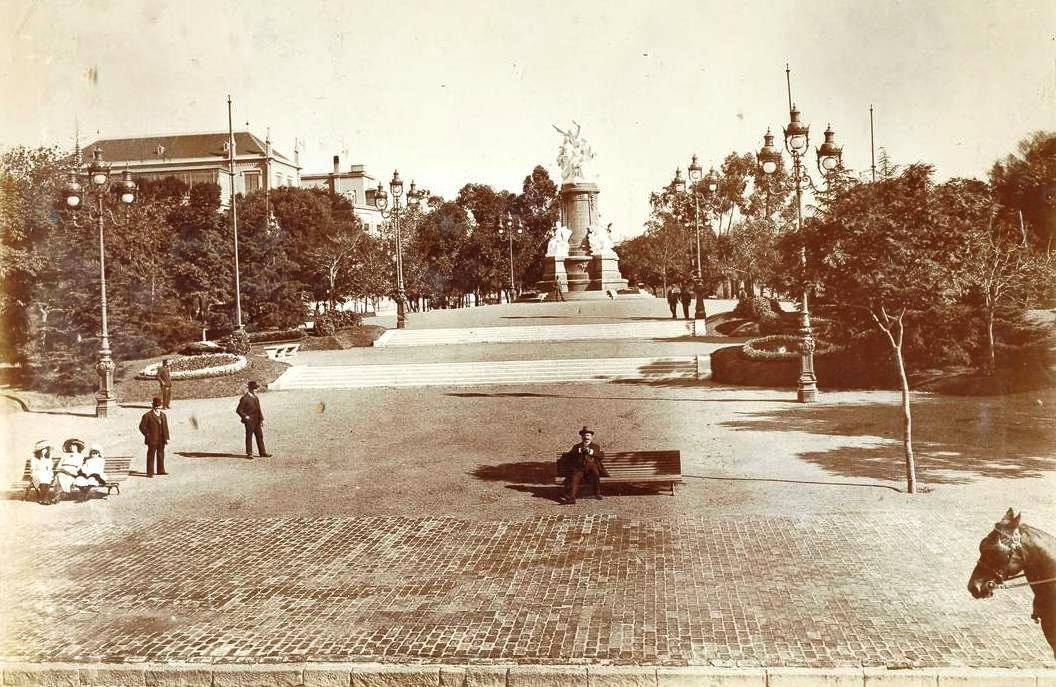
Landschapsarchitect Charles Thays - die het plein ontwierp - zittend op een bankje op Plaza Francia in 1914.
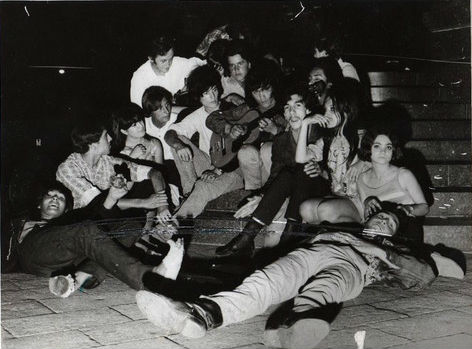
Tanguito - vergezeld door hippies - speelt gitaar op Plaza Francia, de ontmoetingsplaats van de porteña tegencultuur in de jaren 1960
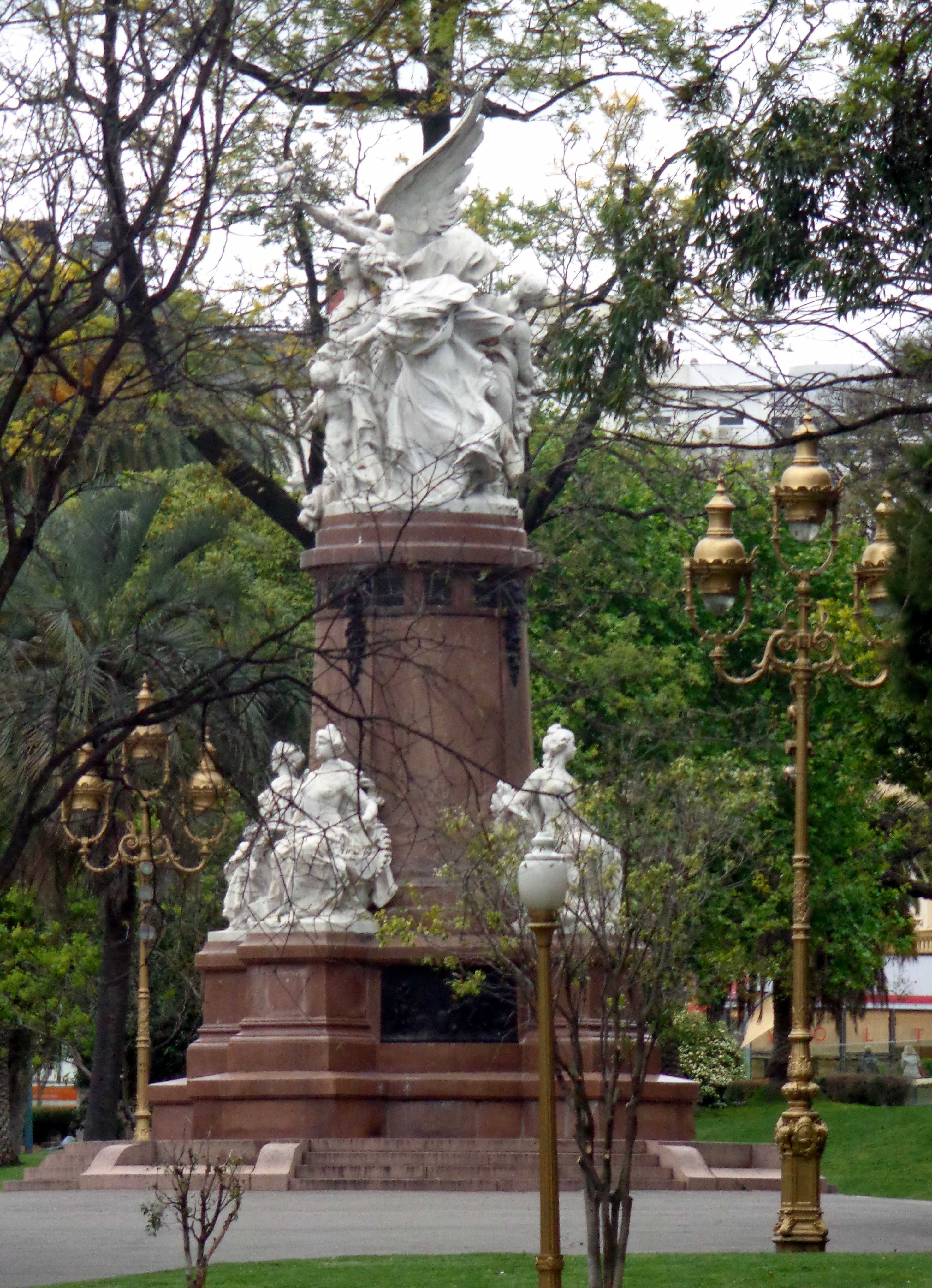
Gezicht op het Monument van Frankrijk voor Argentinië, gebeeldhouwd door Emile Peynot en geschonken door de Franse gemeenschap.
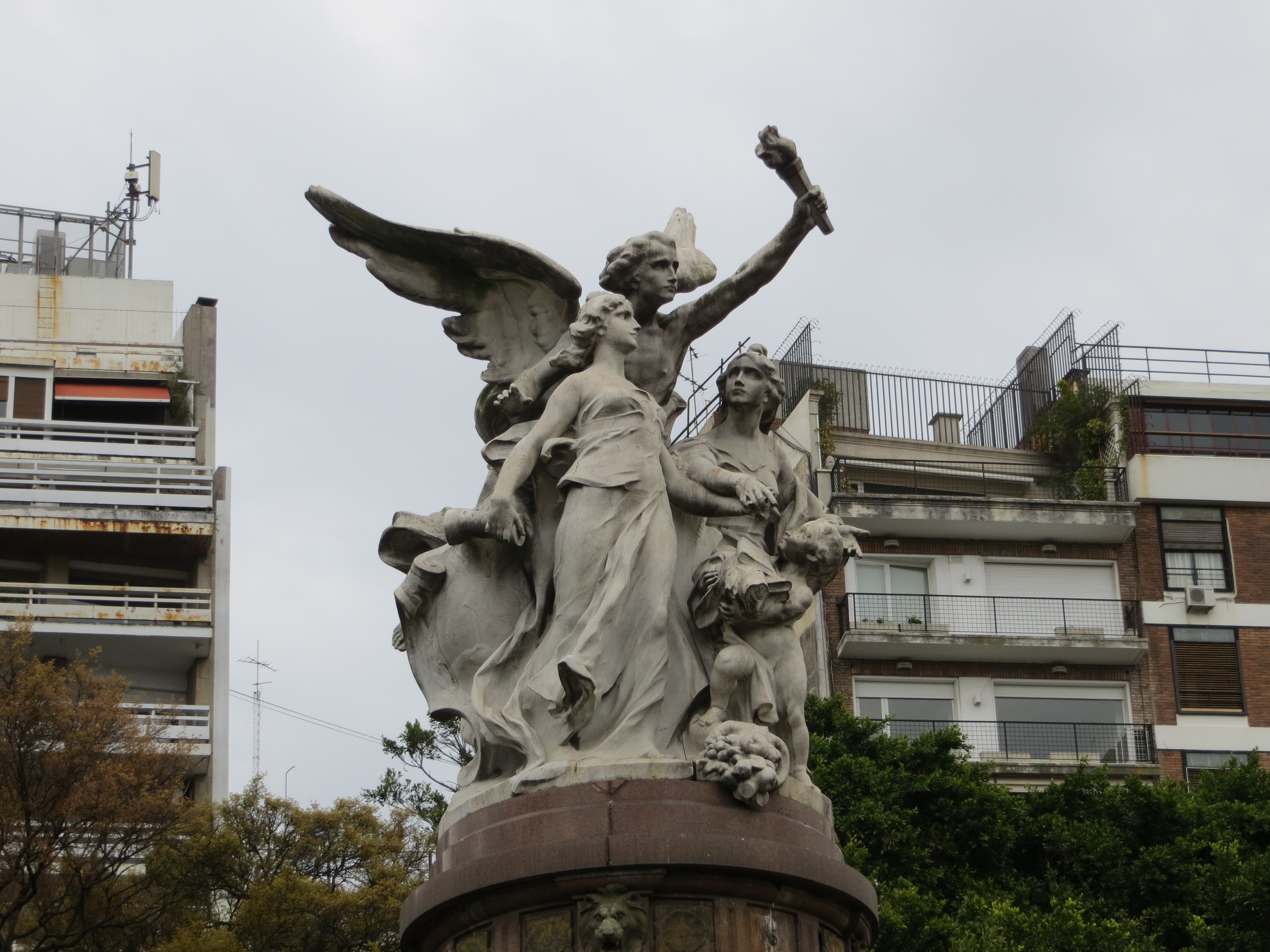
Detail van het Monument van Frankrijk voor Argentinië, met de nationale allegorische figuren van de twee landen die elkaars handen vasthouden.
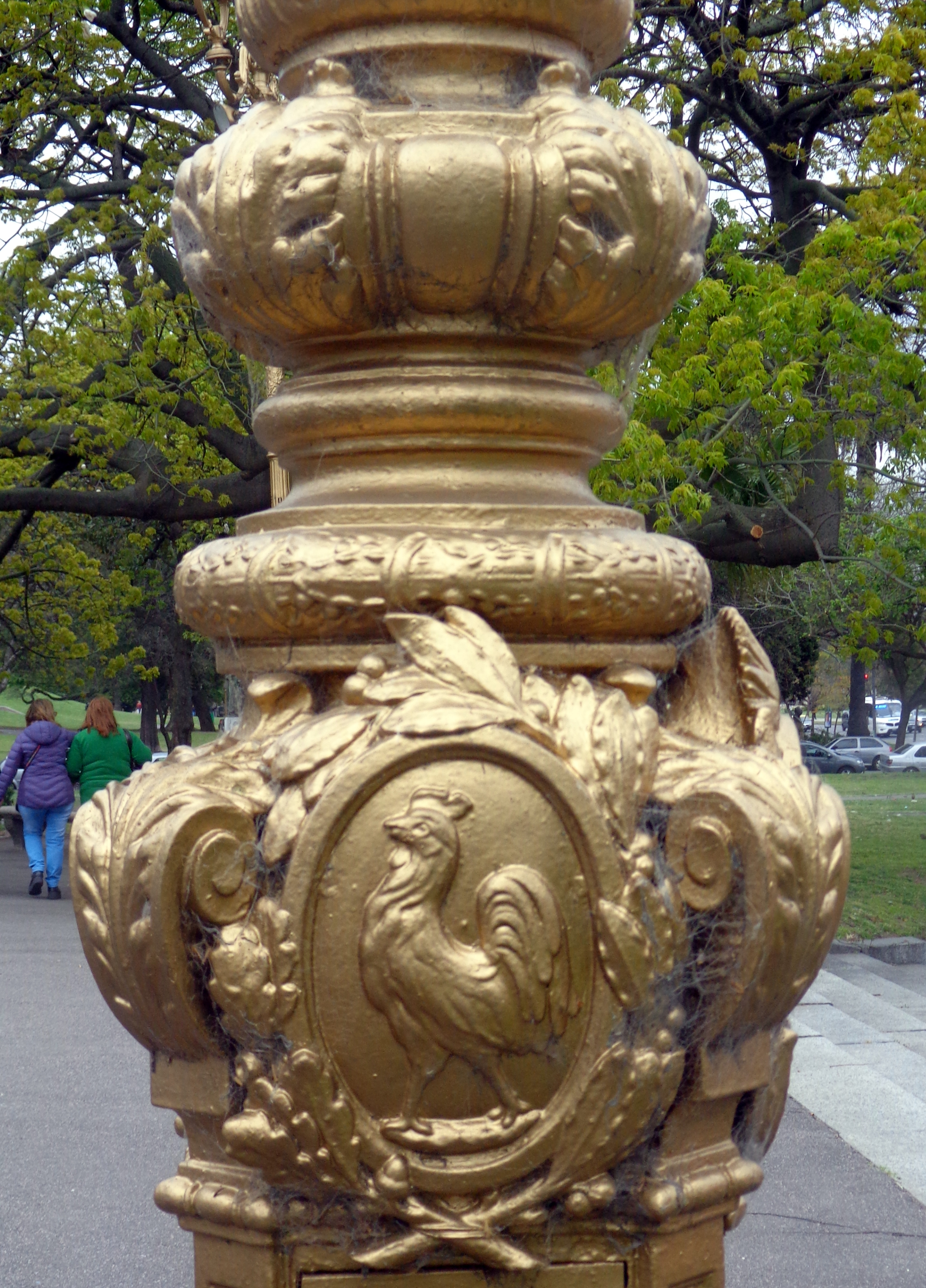
Detail van een lantaarnpaal op het plein met de Gallische haan, het nationale symbool van Frankrijk.